# Guglielmo Veneziano
Guglielmo Veneziano o Vielmo (detto anche Guglielmo da Venezia) (fl.; 1353 – 1382) è stato un pittore italiano, del XIV secolo.

## Biografia

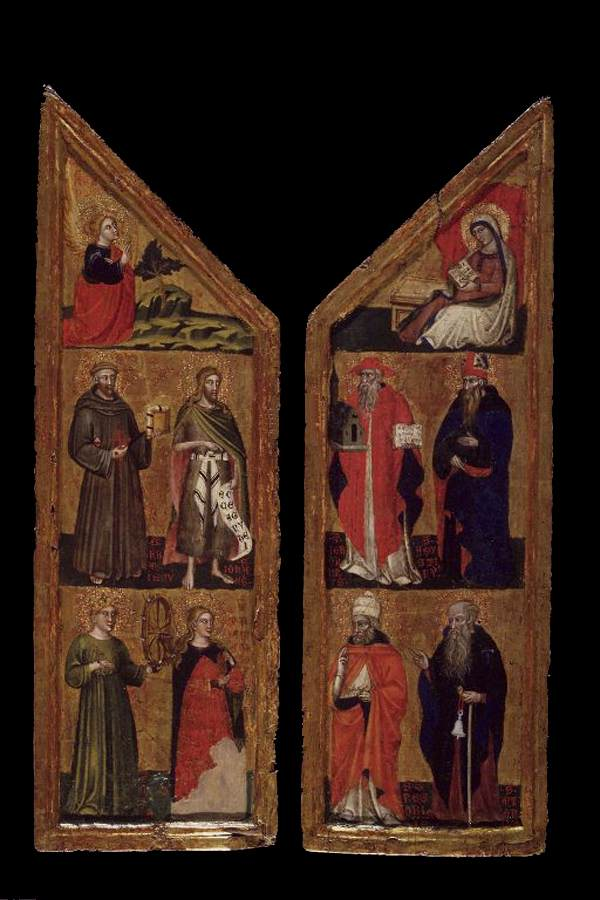
Due ali di un trittico, Brooklyn Museum, New York.

Non sono rimasti molti dati significativi della sua vita: lavorò soprattutto a Venezia, prendendo come modello artistico Lorenzo Veneziano, come evidenziò il polittico di San Martino a Piove di Sacco, nei dettagli peculiari dell'immagine del Bambino, nelle figure e negli sfondi. Ancora più emblematica e significativa l'ancona già in Santa Maria di Castelnuovo di Recanati, dove Guglielmo da Venezia mostrò forme e figure sempre più incisive, intense, quasi stranite e spaventate su uno sfondo ed un'ambientazione appiattita.
A Guglielmo da Venezia, alcuni critici, come Pallucchini, hanno attribuito altre opere, nelle quali pur non emergendo come una figura di primissimo piano, il pittore dimostrò di essere in grado di accogliere le lezioni di Lorenzo, traducendole e personalizzandole con aggiunte espressionistiche.
Complessivamente di lui rimangono solo due opere firmate e altre attribuite.
Guglielmo da Venezia ebbe una predilezione per i modelli arcaici e le ascendenze bizantine.

## Opere
- Madonna con Bambino, i santi Giovanni Battista, Antonio Abate, Andrea Apostolo, Cristoforo, Polittico su tavola 1382, Museo Diocesano di Recanati.
- Madonna dell'Umiltà e quattro angeli, Galleria Nazionale, Perugia.
- Polittico con Madonna in trono e Santi, Duomo di Salò.
- Polittico, abbazia di San Martino in Piove di Sacco.